# Passo das Pedras
Passo das Pedras é um bairro da cidade brasileira de Porto Alegre, capital do estado do Rio Grande do Sul.
O bairro foi criado oficialmente em 2016.
Ele faz divisa com os bairros Jardim Itú, Sarandi, Costa e Silva, Jardim Leopoldina, Mário Quintana, Morro Santana e Jardim Sabará.

## Histórico[2]
O Passo das Pedras possui este nome devido à nascente do arroio homônimo que corta o bairro. Diz-se que o arroio, que nasce no Morro Santana e deságua no rio Gravataí, cortando a antiga Estrada do Passo do Feijó (atual Avenida Baltazar de Oliveira Garcia), recebeu o nome de Passo das
Pedras devido a existência de pedras que serviam de ponto de referência para aqueles que usavam o caminho como alternativa entre o norte de Porto Alegre e o Passo do Feijó, atual cidade de Gravataí.
A partir da década de 1950, o povoamento do bairro tornou-se mais expressivo, ocorrendo basicamente em dois loteamentos: o Ingá (através da iniciativa privada) e o Passo
das Pedras (através da iniciativa pública).

## Características atuais
É um bairro residencial com a predominância de casas e alguns  prédios. Possui duas escolas municipais (Pepita de Leão e Presidente Vargas), e uma escola de educação infantil (Érico Veríssimo). O campus da Faculdade Porto-Alegrense, uma instituição de ensino superior privada fundada em 1968, está localizado no bairro. Também possui dois mercados, que abastecem a população residente, e uma série de pequenos estabelecimentos comerciais.
O Passo das Pedras é um bairro de fácil localização e de proporção geográfica maior que muitos bairros oficiais de Porto Alegre.
Em 1963, os moradores se organizaram e fundaram a Associação dos Moradores e Amigos do Passo das Pedras, que passou a manter uma estreita relação com o poder público, conquistando melhorias para o bairro. A demanda da água foi o ponto de partida.
Sua principal via é a Avenida Gomes de Carvalho. Os principais meios de transporte do bairro são as linhas de ônibus Passo das Pedras Aeroporto, Passo das Pedras Sertório e Passo das Pedras Cairú.

## Limites Oficiais
O bairro Passo das Pedras foi oficializado com os seguintes limites:
Ponto inicial e final: encontro da Avenida Baltazar de Oliveira Garcia com
Rua Tenente Ary Tarrago. Desse ponto segue pela Rua Tenente Ary Tarrago
até a via projetada do Plano Diretor (Diretriz 1915), ponto de coordenada 30° 01'40"S  51° 07'46"W, segue por essa e por uma linha reta e imaginária até a Avenida Manoel
Elias, por essa até a Avenida Baltazar de Oliveira Garcia, por essa até a Rua
Tenente Ary Tarrago, ponto inicial.